# Ai Ogura
Ai Ogura (小椋 藍?, Ogura Ai; Tokyo, 26 gennaio 2001) è un pilota motociclistico giapponese, campione del mondo Moto2 nel 2024.

## Carriera

### Competizioni giovanili ed esordio nel Motomondiale
Comincia a correre con le pocket bike in competizioni nazionali nel 2009. Nel 2015 inizia a correre nell'Asia Talent Cup, nel 2016 corre nella MotoGP Rookies Cup e nel 2017 e 2018 corre nella categoria Moto3 del campionato spagnolo Velocità. Nel 2018 inoltre debutta nella classe Moto3 del motomondiale, correndo come wild card nei Gran Premi di Spagna, Olanda, Germania e Austria su una Honda NSF250R, totalizzando un punto.
Nel 2019 diventa pilota titolare nel team Asia, che gli affida una Honda; il compagno di squadra è Kaito Toba. Ottiene un secondo posto in Aragona e un quarto posto in Malesia come migliori risultati in gara. Termina il campionato al 10º posto con 109 punti. In questa stagione è costretto a saltare il Gran Premio d'Italia a causa dei postumi di un incidente avvenuto nel precedente evento in Francia. Il suo posto in squadra, in questo frangente, viene preso dall'indonesiano Gerry Salim.
Nel 2020 rimane nello stesso team della stagione precedente, il compagno di squadra è Yuki Kunii. Ottiene due secondi posti (Spagna e San Marino), cinque terzi posti (Qatar, Repubblica Ceca, Stiria, Emilia Romagna ed Europa) e una pole position nel Gran Premio di San Marino e conclude la stagione al 3º posto con 170 punti.

### Moto2: il mondiale sfiorato, gli infortuni e il primo titolo (2021-2024)

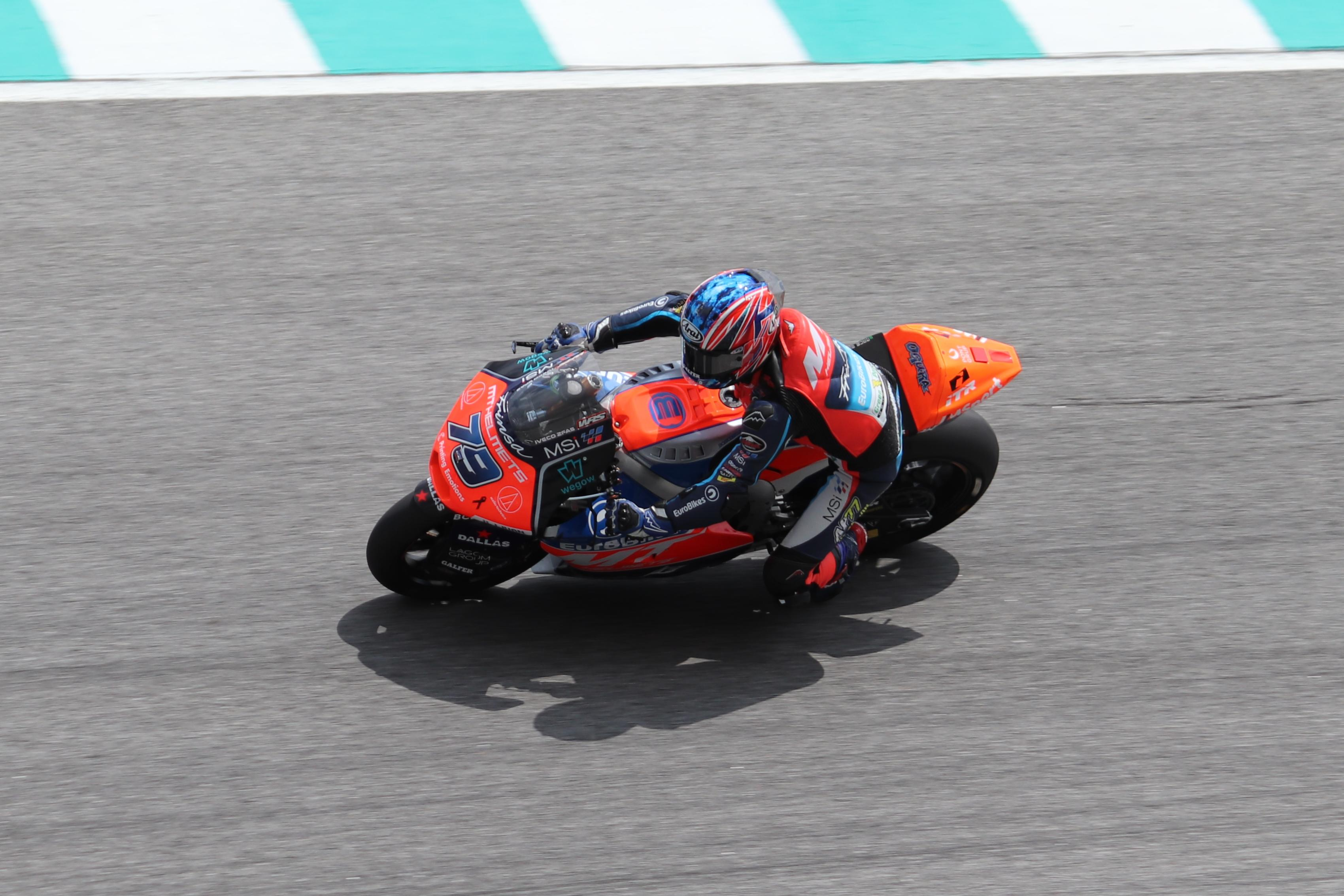
Ogura in sella a una Boscoscuro nel Gran Premio della Malesia 2024 della classe Moto2.

Nel 2021 rimane al Team Asia ma in classe Moto2, alla guida di una Kalex; il compagno di squadra è Somkiat Chantra. Ottiene un secondo posto in Austria e chiude la stagione all'ottavo posto con 120 punti, risultando inoltre il secondo miglior esordiente. In questa stagione è costretto a saltare il Gran Premio della Comunità Valenciana a causa di una frattura al piede sinistro rimediata nel precedente GP dell'Algarve. 
Nel 2022 gareggia nuovamente col Team Asia, passata alle moto Honda, sempre con Chantra come compagno di squadra. In occasione del Gran Premio di Spagna ottiene la sua prima vittoria nel contesto del motomondiale. Vince altre due gare e battaglia per la vittoria del mondiale con Augusto Fernández per tutta la stagione. In testa a +3,5 punti dal rivale a due gare dalla fine, cade in entrambi gli appuntamenti conclusivi della stagione, a Sepang e a Valencia, venendo superato dallo spagnolo e chiudendo il campionato al secondo posto.
Nel 2023 inizia il terzo anno in Moto2 con Honda Team Asia. L'annata inizia nel peggiore dei modi a causa di un infortunio, che gli fa saltare le prime due gare. Il resto dell'annata si rivela decisamente deludente, con appena tre podi e il 9º posto finale. Con la stessa squadra è iscritto al primo Gran Premio di Valencia nel CEV Moto2 ma si ritira dall'evento prima del termine delle qualifiche.
Per la stagione 2024 Ogura decide di passare al team esordiente MT Helmets, che utilizza moto Boscoscuro; il suo compagno di squadra è Sergio García. Ogura disputa una stagione molto regolare con tre vittorie, otto podi e con un solo ritiro (a Sepang), finendo sempre in top 10 ad eccezione del Gran Premio di Gran Bretagna. Salta il GP d'Austria a causa di un incidente durante le prove libere, in cui subisce una lesione alla mano destra. Il 27 ottobre, al termine del Gran Premio di Thailandia (concluso al 2º posto), si laurea campione del mondo con due gare d'anticipo. Ogura diventa così il primo giapponese nella storia a vincere il titolo della Moto2, nonché il primo giapponese a trionfare in una categoria del Motomondiale dalla stagione 2009, quando Hiroshi Aoyama si impose nella allora 250.

### MotoGP (2025- )
Ad Agosto 2024, a metà stagione, viene annunciato il suo prossimo passaggio in MotoGP a partire dalla stagione 2025, con il team Trackhouse Racing, alla guida di un'Aprilia RS-GP.

## Risultati in gara nel motomondiale
| 2018 | Classe | Moto  |  |  |  |    |  |  |  |    |     |  |    |  |  |  |  |  |  |  |  |  |  |  | Punti | Pos. |
| ---- | ------ | ----- |  |  |  | -- |  |  |  | -- | --- |  | -- |  |  |  |  |  |  |  |  |  |  |  | ----- | ---- |
| 2018 | Moto3  | Honda |  |  |  | 15 |  |  |  | 23 | Rit |  | 20 |  |  |  |  |  |  |  |  |  |  |  | 1     | 36º  |

| 2019 | Classe | Moto  |    |    |    |   |     |     |   |   |   |   |    |    |     |   |     |    |    |   |    |  |  |  | Punti | Pos. |
| ---- | ------ | ----- | -- | -- | -- | - | --- | --- | - | - | - | - | -- | -- | --- | - | --- | -- | -- | - | -- |  |  |  | ----- | ---- |
| 2019 | Moto3  | Honda | 11 | 17 | 11 | 9 | Rit | Inf | 6 | 6 | 7 | 6 | 12 | 10 | Rit | 2 | Rit | 14 | 14 | 4 | 10 |  |  |  | 109   | 10º  |

| 2020 | Classe | Moto  |   |   |     |   |   |   |   |   |    |   |    |   |   |   |   |  |  |  |  |  |  |  | Punti | Pos. |
| ---- | ------ | ----- | - | - | --- | - | - | - | - | - | -- | - | -- | - | - | - | - |  |  |  |  |  |  |  | ----- | ---- |
| 2020 | Moto3  | Honda | 3 | 2 | Rit | 3 | 4 | 3 | 2 | 3 | 11 | 9 | 14 | 9 | 3 | 8 | 8 |  |  |  |  |  |  |  | 170   | 3º   |

| 2021 | Classe | Moto  |    |   |     |   |   |   |     |     |   |   |   |   |   |   |   |   |     |     |  |  |  |  | Punti | Pos. |
| ---- | ------ | ----- | -- | - | --- | - | - | - | --- | --- | - | - | - | - | - | - | - | - | --- | --- |  |  |  |  | ----- | ---- |
| 2021 | Moto2  | Kalex | 17 | 5 | Rit | 7 | 7 | 6 | Rit | Rit | 6 | 5 | 2 | 9 | 8 | 7 | 7 | 9 | Rit | Inf |  |  |  |  | 120   | 8º   |

| 2022 | Classe | Moto  |   |   |   |   |     |   |   |   |   |   |   |   |   |   |   |   |   |    |     |     |  |  | Punti | Pos. |
| ---- | ------ | ----- | - | - | - | - | --- | - | - | - | - | - | - | - | - | - | - | - | - | -- | --- | --- |  |  | ----- | ---- |
| 2022 | Moto2  | Kalex | 6 | 6 | 3 | 2 | Rit | 1 | 5 | 3 | 7 | 8 | 2 | 4 | 1 | 5 | 4 | 1 | 6 | 11 | Rit | Rit |  |  | 242   | 2º   |

| 2023 | Classe | Moto  |     |    |    |     |   |    |    |   |   |   |   |   |    |   |    |    |   |   |   |    |  |  | Punti | Pos. |
| ---- | ------ | ----- | --- | -- | -- | --- | - | -- | -- | - | - | - | - | - | -- | - | -- | -- | - | - | - | -- |  |  | ----- | ---- |
| 2023 | Moto2  | Kalex | Inf | NP | 15 | Rit | 9 | 15 | 14 | 2 | 8 | 3 | 7 | 5 | 21 | 2 | 17 | 15 | 5 | 4 | 4 | 11 |  |  | 137,5 | 9º   |

| 2024 | Classe | Moto       |   |   |   |   |   |   |   |   |   |    |     |   |   |   |   |   |   |   |     |   |  |  | Punti | Pos. |
| ---- | ------ | ---------- | - | - | - | - | - | - | - | - | - | -- | --- | - | - | - | - | - | - | - | --- | - |  |  | ----- | ---- |
| 2024 | Moto2  | Boscoscuro | 4 | 5 | 7 | 6 | 2 | 1 | 5 | 1 | 3 | 14 | Inf | 8 | 1 | 4 | 2 | 2 | 4 | 2 | Rit | 4 |  |  | 274   | 1º   |

| 2025 | Classe | Moto    |    |    |   |     |   |    |     |     |    |     |     |    |    |  |  |  |  |  |  |  |  |  | Punti | Pos. |
| ---- | ------ | ------- | -- | -- | - | --- | - | -- | --- | --- | -- | --- | --- | -- | -- |  |  |  |  |  |  |  |  |  | ----- | ---- |
| 2025 | MotoGP | Aprilia | 54 | SQ | 9 | 157 | 8 | 10 | Inf | Inf | 10 | Rit | Rit | 14 | 14 |  |  |  |  |  |  |  |  |  | 53    |      |

| Legenda | 1º posto        | 2º posto            | 3º posto            | A punti      | Senza punti        | Grassetto – Pole position Corsivo – Giro più veloce |
| Legenda | Gara non valida | Non qual./Non part. | Ritirato/Non class. | Squalificato | '-' Dato non disp. | Grassetto – Pole position Corsivo – Giro più veloce |